# Forme ternaire
Pour les articles homonymes, voir ABA et ternaire.

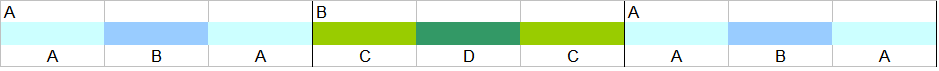
Schéma de la forme ternaire.

En analyse musicale, la forme ternaire, ou forme tripartite, est constituée de trois sections habituellement schématisées de la façon suivante : A-B-A. Elle repose sur l'enchaînement d'une idée musicale (désignée A) avec une seconde (désignée B) puis la reprise de la première.
La première et la troisième sections sont identiques musicalement ou très proches, alors que la deuxième section offre un contraste avec les deux autres. Cet équilibre formel, forgé par une articulation claire entre unité et diversité, fait de la forme A-B-A le mode de construction musicale le plus fréquent. On le retrouve des genres les plus anciens (tel l'antienne) aux plus récents (fréquent dans les nocturnes par exemple).
En outre, une logique ternaire est fréquemment perceptible dans des structures binaires avec l'évocation de la première idée musicale en guise de conclusion de la seconde idée (cas des suites de danses). De plus, la forme ternaire est à l'origine de plusieurs autres formes musicales d'importance que sont la forme rondo (rajoutant une troisième idée selon le schéma A-B-A-C-A) ou la forme en arche (A-B-C-B-A), et dans une moindre mesure la forme sonate.

## Caractéristiques de la forme
Dans la forme ternaire, contrairement à la forme binaire, chaque section a son propre thème et sa propre tonalité, c'est-à-dire que chaque section est un thème à part entière se terminant par une cadence parfaite. La section B est souvent dans une tonalité contrastante mais proche, souvent la tonalité de la dominante de la première section. Cette section a souvent un caractère qui contraste; dans une marche par exemple, le caractère très rythmique de la marche est contrasté par un trio plus lyrique et coulant dans la tonalité sous-dominante, et souvent avec une signature rythmique 3/4 opposée au 4/4 de la marche de la première section.
Une distinction est parfois faite entre une forme ternaire composée, dans laquelle une grande partie de la forme est divisée d'une façon à suggérer une forme terme ou binaire (par exemple un schéma A–B–A–C–D–C–A–B–A) et une forme ternaire simple, dans laquelle les différentes parties n'ont pas de structure particulière. Les Arias da capo ont souvent une forme ternaire simple, alors que les menuets et trios sont souvent composés.
La répétition d'une section donne une forme ternaire élargie.
Habituellement, la troisième section comportera plus d'ornements que la première section. Dans ce cas la dernière section est étiquetée A' ou A1 pour indiquer des différences mineures avec la première section.

## Usage
Utilisée dans les marches, la forme ternaire se trouve aussi dans les opéras et les arias baroques ainsi que dans plusieurs formes de danses comme les polkas. C'est aussi la forme utilisée dans les menuets (ou les scherzos) et trios, qui sont dans la période classique habituellement les troisièmes mouvements des symphonies.